# Генрих VI (граф Люксембурга)
Генрих VI (фр. Henri VI de Luxembourg; нем. Heinrich VI von Luxemburg; ок. 1250 — 5 июня 1288, битва при Воррингене), граф Люксембурга с 24 декабря 1281, сын Генриха V, и Маргариты де Бар, дочери  Генриха II, графа де Бар, и Филиппы де Дрё.

## Биография

Генрих происходил из династии Люксембургов, ветви Лимбургского дома. В 1265 году Генрих женился на Беатрисе д’Авен, обладавшая несколькими обширными поместьями в графстве Эно. В 1270—1271 годах Генрих взял на себя управление графством Люксембург и других владений его отца, когда тот принимал участие в Восьмом крестовом походе во главе с королём Франции Людовиком IX Святым. Отец Генриха, Генрих V, умер 24 декабря 1271 года. Генрих V поделил свои владения между двумя законными сыновьями. В Люксембурге и Арлоне ему наследовал старший сын Генрих VI, а графство Ла Рош-ан-Барруа и сеньорию Линьи унаследовал второй сын, Валеран I, ставший родоначальником французской ветви рода.
Генрих неоднократно конфликтовал с соседями и духовными лицами. В 1287 году Генрих захватил епископа Льежского Жана д'Энгиен в Буйонском лесу и заточил его в замке в Люксембурге, где держал его в течение пяти месяцев под стражей, пока тот не уплатил значительный выкуп. Менее значительным был конфликт Генриха VI с Генрихом фон Вианденом, который напал на него. 15 марта 1285 года он вступил в конфликт с архиепископом Трира Генрихом II фон Финстингеном после того, как отобрал у архиепископа двадцатую часть всех церковных налогов, предназначенную для обороны, а на следующий день был даже отлучен от церкви за введение новых пошлин на жителей Трира на рынках Мозеля.
Генрих VI принял активное участие в  войне за Лимбургское наследство, которая началась после смерти герцогини Лимбурга Ирменгарды, и поддержал архиепископа Кёльна Зигфрида фон Вестербурга, противником которого был герцог Брабанта Жан I, купивший права на герцогство от претендента на Лимбург графа Берга Адольфа V.

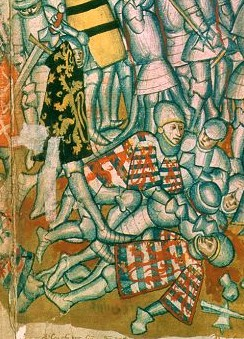
Гибель Генриха VI в битве при Воррингене

Генрих имел права на герцогство через его деда, Валерана III. В мае 1288 года армия Генриха двинулась в направлении Кёльна. На пути туда его войско разрасталось за счет притока вассалов и множества добровольцев. В конце мая Генрих соединился с графом Гелдерна Рено I. В итоге, Рено отказался от всех своих прав на Лимбург и продал герцогство за 40 000 марок в брабантских динарах Генриху и его брату Валерану.
5 июня того же года состоялась битва при Воррингене, в начале которой Генрих был убит вместе со своими тремя братьями: Валераном, а также незаконными сыновьями его отца Генрихом фон Гуффализ, и, вероятно, Бодуэном. Наследником Генриха в Люксембурге и Арлоне стал его старший сын Генрих VII. Он был императором Священной Римской империи из династии Люксембургов.

## Брак и дети
Жена: с до 22 мая 1265 Беатриса д’Авен (умерла 25 февраля 1321), дочь Бодуэна д'Авен, сеньора д'Авен, и Фелициты де Куси. Дети:
- Генрих VII (1269/1275, Валансьен — 24 августа 1313, Буонконвенто, близ Сиены) — граф Люксембурга с 5 июня 1271, король Германии (римский король) с 27 ноября 1308, император Священной Римской империи с 13 июня 1311
- Валеран (умер 21 июля 1311, Брешиа, похоронен в Санта Антонине, Верона) — сеньор де Дурле, де Тиримон и де Консорр
- Маргарита (умерла 14 февраля 1336, Трир) — монахиня в Лилле с 1294, аббатиса Мариенталя с 1301/1314
- Фелицита (умерла 6 октября 1336, аббатство Бомон, близ Валансьена, похоронена в аббатстве Бомон); муж с 4 октября 1298, Брюссель: Генрих Лувенский (умер 8 февраля 1309/17 июня 1311), владетель Газбека
- Бодуэн (осень 1285—21 января 1354, Трир, похоронен в соборе Трира) — архиепископ Трирский с 1307